# Puck (Polonia)
Puck (casciubo/pomerano: Pùck; tedesco: Putzig) è una città situata sulle coste meridionali del Mar Baltico (Baia di Puck) nella Pomerania dell'Est, nel nord ovest della Polonia che conta 11 350 abitanti. È il capoluogo del distretto di Puck nel voivodato della Pomerania dal 1999, mentre prima era una città del voivodato di Danzica (1975-1998).

## Storia
Nel VII secolo divenne un centro commerciale e un porto. Ottenne lo stato di città nel 1348, durante il dominio dell'Ordine Teutonico. Dopo essere stata annessa alla Polonia, divenne il centro dell'amministrazione del distretto. Dal 1567 fu la più importante base della Marina Polacca. Durante le spartizioni della Polonia Puck passò alla Prussia fino al 1919 quando tornò alla Polonia come parte del Corridoio di Danzica così come stabilito dal trattato di Versailles.
Nel 1920 a Puck, la Polonia festeggiò il matrimonio della Polonia con il mare, cerimonia simboleggiante il riconquistato accesso al mare da parte della nazione. Durante la Seconda Repubblica di Polonia, fino al 1939, Puck rimase il più importante porto militare polacco, finché non fu costruito quello di Gdynia.
Negli anni 1941-1944, sull'area esistette un campo di concentramento nazista.

### Simboli
Il particolare stemma cittadino di Puck presenta, su sfondo azzurro, un leone d'oro che azzanna un salmone d'argento. Secondo la tradizione l'antico stemma raffigurava solo un pesce d'argento su sfondo azzurro; il leone sarebbe stato aggiunto da re Carlo VIII di Svezia (Karl Knutsson Bonde), che tenne la città dal 1457 al 1460. Il leone sarebbe ripreso dal "leone dei Goti" (Göta lejon) presente nel grande stemma nazionale della Svezia. Esiste anche un'antica leggenda della Casciubia legata allo stemma: un salmone e un'anguilla lottavano per il dominio del Mar Baltico. Stanchi e sfiniti, intrecciati l'uno all'altro, erano ormai prossimi alla morte quando improvvisamente si avvicinò una barca su cui sedeva un leone. Il leone prese l'anguilla sulla sua barca, mentre il salmone liberato nuotò verso il porto di Puck. Giunto a Puck, il leone prese il salmone tra le fauci e lo portò sulla cima della torre del municipio. Da allora, i due animali sono rappresentati insieme nello stemma del comune.

## Monumenti e luoghi d'interesse
- Il Municipio (1865)
- La chiesa di San Pietro e Paolo (XIII secolo)
- Il porto sommerso (VIII-X secolo), ubicato 500 metri sotto il livello del mare
- Le rovine di un castello in mattoni (XIV secolo)
- I memoriali del Generale Józef Haller e del matrimonio della Polonia con il mare
- Il Museo Regionale di Puck
- Il molo in legno
- Il porto turistico
- Il giardino inglese Nadmorski Park Krajobrazowy

## Società

### Evoluzione demografica
Abitanti censitiAnno0200040006000800010.00012.0001895196019751998Popolazione

## Galleria d'immagini

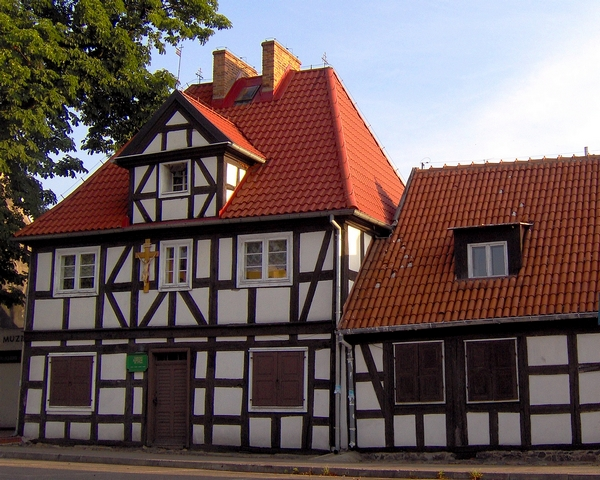
L'ex ospedale dei poveri del XVIII secolo, ora sede del Museo Regionale di Puck
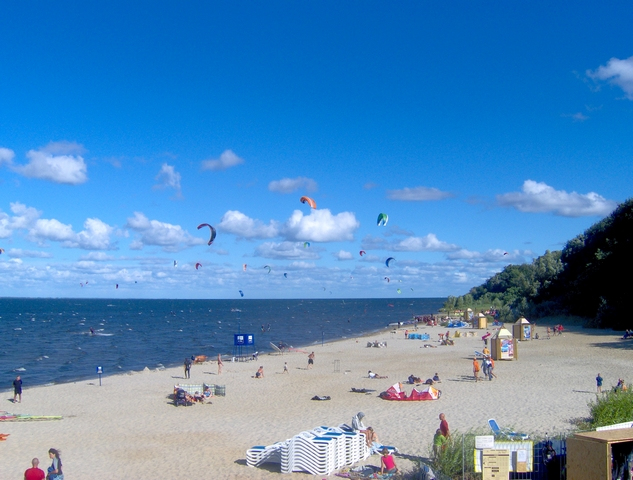
Puck è un importante centro di sport acquatici di superficie
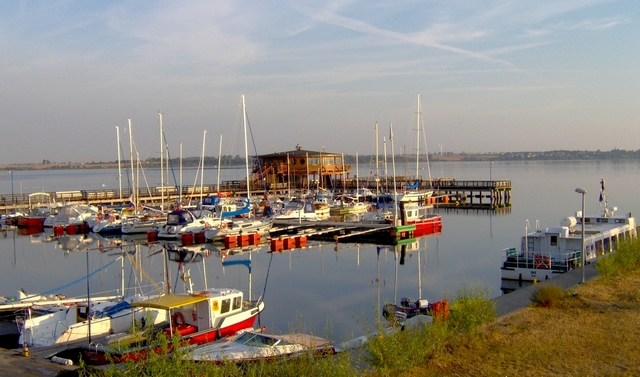
Il porto turistico e il molo in legno a Puck